# Sissi Kaiser
Sissi Sigrid Kaiser, tidigare Sigrid Kaiser, född Zacharias 10 september 1924 i Stockholm, död där 3 mars 2006, var en svensk skådespelare.

## Biografi
Sissi Kaiser studerade vid Norrköping-Linköping stadsteaters elevskola 1949-1952. Senare var hon  också verksam bland annat vid Dramaten. De flesta av de 50-talet roller hon hann med under sin karriär var dock inom filmen och det var i Arne Mattssons film Kärlekens bröd hon slog igenom 1953. Hon hade roller i filmer av bland andra Arne Ragneborn, för övrigt hennes svåger, och Ingmar Bergman. I många år framförde hon Dagens dikt i radion.
På senare år medverkade hon i flera roliga episoder där hon som en "fin dam" försattes i en oväntad situation. I en buss-scen  i Morrhår och ärtor från 1986 fastnade hennes handske i Gösta Ekmans gylf och i TV-reklamen inför damernas VM-final i fotboll 2003, som spelades mellan Sverige och Tyskland, där hon "gav fingret" åt det tyska laget.

### Familj
Kaiser var dotter till läkaren Josef Zacharias och Märtha Asch samt syster till socialarbetaren och författaren Gun Zacharias och moster till Ann Zacharias.
Hon var en kortare tid i unga år gift med Hans Kaiser, som då var Stockholmsrepresentant för Enköpings Mössfabrik, och fick sönerna Gösta och Björn Kaiser, som båda är verksamma vid Nextport i Stockholm (2012).

## Filmografi
- 1953 – Kärlekens bröd
- 1953 – Att döda ett barn
- 1956 – Sceningång
- 1956 – Flamman
- 1956 – Den hårda leken
- 1957 – Lille Fridolf blir morfar
- 1957 – Gårdarna runt sjön
- 1958 – Mannekäng i rött
- 1958 – Nära livet
- 1960 – 16 år
- 1963 – Det är hos mig han har varit
- 1965 – Väntande vatten
- 1966 – Kriget är slut
- 1967 – Resan
- 1967 – Bränt barn
- 1968 – Jag – en oskuld
- 1970 – Statuera exempel
- 1972 – Firmafesten
- 1973 – Bröllopet
- 1974 – Vita nejlikan eller Den barmhärtige sybariten
- 1975 – Pojken med guldbyxorna (TV-serie)
- 1976 – Långt borta och nära
- 1977 – Molly - familjeflickan
- 1978 – Frihetens murar
- 1979 – Trälarnas uppror
- 1982 – Klippet
- 1982 – Pengar
- 1985 – Den nya banken
- 1986 – Morrhår och ärtor
- 1989 – Kronvittnet
- 1991 – Freud flyttar hemifrån
- 1996 – Jenny

## Teater

### Roller (ej komplett)
| År   | Roll                            | Produktion                                             | Regi                | Teater                           |
| ---- | ------------------------------- | ------------------------------------------------------ | ------------------- | -------------------------------- |
| 1949 |                                 | Radiobragden Charlotte B Chorpenning                   | Pär-Edward Wahlgren | Norrköping-Linköping stadsteater |
| 1950 |                                 | Utanför dörren Wolfgang Borchert                       | Johan Falck         | Norrköping-Linköping stadsteater |
| 1950 |                                 | U39 Rudolf Värnlund                                    | Gunnar Skoglund     | Norrköping-Linköping stadsteater |
| 1950 |                                 | Tripp, Trapp, Troll Josef Halfen                       | Pär-Edward Wahlgren | Norrköping-Linköping stadsteater |
| 1950 |                                 | Tjuvarnas paradis Jacques Deval                        | Johan Falck         | Norrköping-Linköping stadsteater |
| 1950 |                                 | Äventyr på Angantyr Sune Bergström                     | Pär-Edward Wahlgren | Norrköping-Linköping stadsteater |
| 1951 |                                 | Blodsbröllop Federico García Lorca                     | Johan Falck         | Norrköping-Linköping stadsteater |
| 1951 |                                 | Å, en sån dag Dodie Smith                              | Gerda Wrede         | Norrköping-Linköping stadsteater |
| 1951 |                                 | Sällskapsresan Leck Fischer                            | Thore Wallengren    | Norrköping-Linköping stadsteater |
| 1951 | Claire                          | Jungfruleken Jean Genet                                | Karin Kavli         | Norrköping-Linköping stadsteater |
| 1951 | Rosa delle Rose                 | Den tatuerade rosen Tennessee Williams                 | Ingmar Bergman      | Norrköping-Linköping stadsteater |
| 1952 |                                 | I dag och i morgon J. B. Priestley                     | Johan Falck         | Norrköping-Linköping stadsteater |
| 1952 | Agnes                           | Stolpsängen Jan de Hartog                              | Johan Falck         | Norrköping-Linköping stadsteater |
| 1952 | Isabelle                        | Dans under stjärnorna Jean Anouilh                     | Johan Falck         | Norrköping-Linköping stadsteater |
| 1953 | Rut                             | Haman Walentin Chorell                                 | Johan Falck         | Norrköping-Linköping stadsteater |
| 1955 | Janet Honeyman                  | Simon och Laura (Simon and Laura) Alan Melville        | Per-Axel Branner    | Nya Teatern                      |
| 1956 | Margot Frank                    | Anne Franks dagbok Frances Goodrich och Albert Hackett | Olof Molander       | Intiman                          |
| 1958 |                                 | Levande ljus Siegfried Geyer                           | Olof Thunberg       | Intiman                          |
| 1959 |                                 | Den jäktade Ludvig Holberg                             | Tore Karte          | Fredriksdalsteatern              |
| 1959 | Colette                         | Oscar Claude Magnier                                   | Gösta Folke         | Lilla Teatern                    |
| 1964 | Prinsessan av Yang Andra nunnan | Tre knivar från Wei Harry Martinson                    | Ingmar Bergman      | Dramaten                         |
| 1964 | Susan Broady                    | Hjälten på den gröna ön John Millington Synge          | Lars-Erik Liedholm  | Dramaten                         |

## Radioteater
| År   | Roll | Produktion                  | Regi        |
| ---- | ---- | --------------------------- | ----------- |
| 1952 | Unni | Trångbodda Ingeborg Solberg | Johan Falck |